# Epsilonema cygnoides
Epsilonema cygnoides is een rondwormensoort uit de familie van de Epsilonematidae. De wetenschappelijke naam van de soort is voor het eerst geldig gepubliceerd in 1867 door Metschnikoff.